# Hans Kloss
Hans Kloss (właśc. Stanisław Kolicki/Moczulski, ps. Janek, krypt. J-23) – postać fikcyjna, szpieg podszywający się pod oficera Abwehry w serii przedstawień Stawka większa niż życie i serialu telewizyjnego pod tym samym tytułem. W jego postać wcielał się głównie Stanisław Mikulski.
Właściwy Hans Kloss był niemieckim jeńcem pochwyconym przez Armię Czerwoną i jako taki stanowił postać epizodyczną. Natomiast główny wątek fabularny obraca się wokół przygód podszywającego się pod niego sobowtóra, agenta polskiego i radzieckiego wywiadu.

## Występowanie
Postać Hansa Klossa i jego sobowtóra wykreowana została pierwotnie w serii przedstawień Teatru Telewizji Stawka większa niż życie. Szczególną popularność przyniósł następnie wyprodukowany na ich podstawie serial telewizyjny Stawka większa niż życie. Postać ta stała się również bohaterem serii opowiadań w formie książkowej (zbeletryzowane scenariusze), komiksów z cyklu Kapitan Kloss, gry komputerowej Hans Kloss wydanej przez LK Avalon oraz filmu Hans Kloss. Stawka większa niż śmierć.

## Charakterystyka postaci

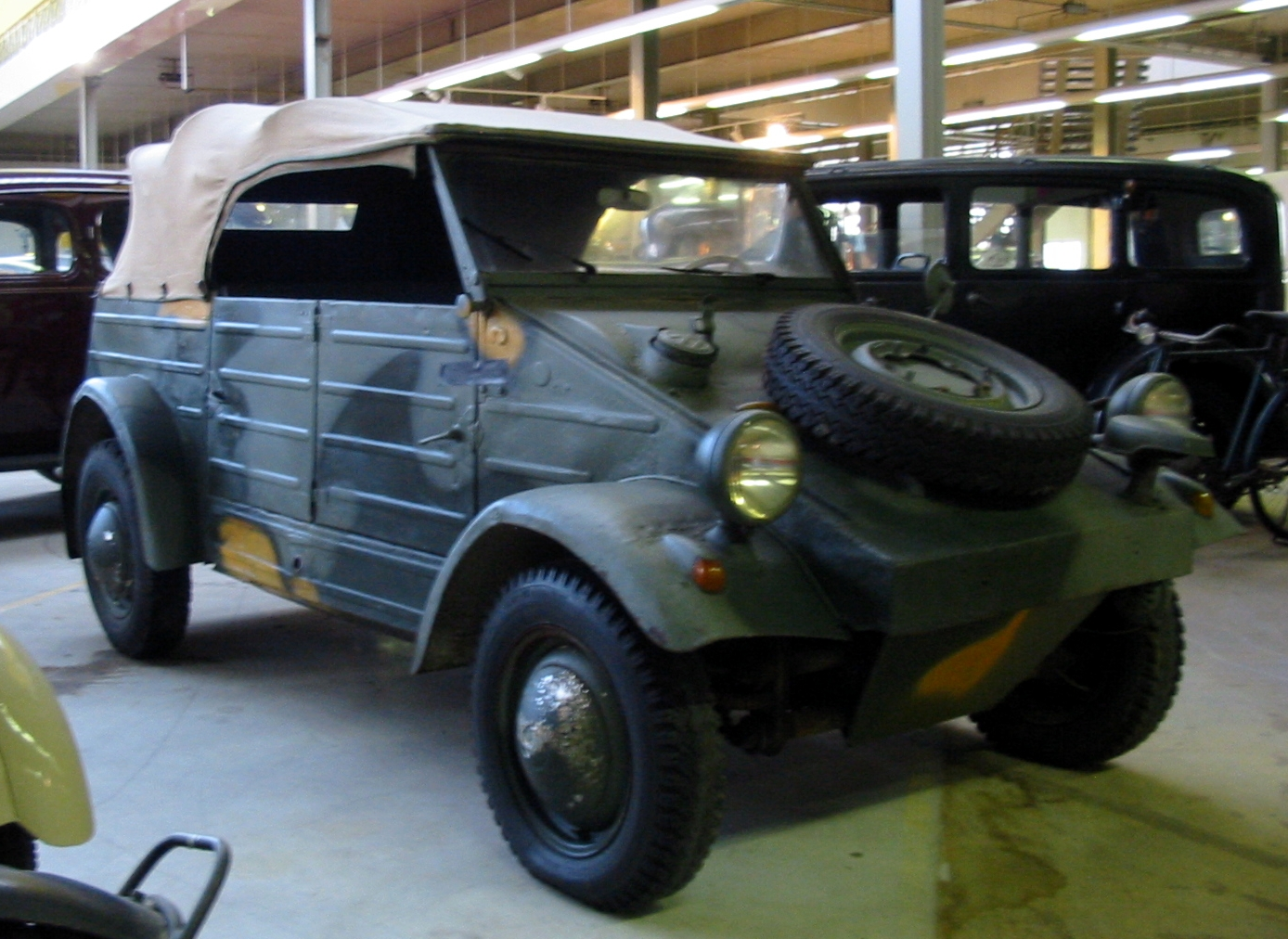
Samochód VW typ 82 Kübelwagen, jakim często poruszał się Hans Kloss

### Polak
Losy agenta J-23 przedstawione w serialu, powieści i teatrze telewizji różnią się od siebie. W najbardziej popularnej wersji telewizyjnej nazywa się on Stanisław Kolicki, urodził się 17 grudnia 1920 w Kościerzynie, studiował w Wyższej Szkole Technicznej Wolnego Miasta Gdańska, w opowiadaniach jest starszy o dwa lata i nazywa się Stanisław Moczulski (robocza wersja nazwiska zmieniona w czasie powstawania serialu), urodził się w tym samym mieście, studiował najpierw w Gdańsku mieszkając u niemieckiego komunisty przenosząc się po niej w wyniku antypolskich akcji na Politechnikę Warszawską, w teatrze telewizji znamy tylko jego imię – Staszek, oraz dowiadujemy się, że studiował w Gdańsku gdzie się urodził. W teatrze telewizji przedstawiona zostaje Maria, babcia Staszka mieszkająca w Gdańsku gdzie działała w konspiracji, w powieści natomiast przedstawiony zostaje jego stryj ukrywający się pod nazwiskiem Henryk (Adam) Schmidt, przedwojenny pracownik polskiego wywiadu. Rodzice Kolickiego/Moczulskiego zginęli w czasie wojny.
Po przegranej wojnie obronnej wstąpił do jednej z podziemnych organizacji otrzymując rozkaz powrotu do rodzinnego miasta na ziemie wcielone do Rzeszy. Aresztowany przez Gestapo został przewieziony do obozu pracy w Królewcu, gdzie pracuje w stoczni Kriegsmarine. Z obozu udało mu się uciec razem z Francuzem Pierre’em, udając się w stronę granicy ze Związkiem Radzieckim. Na miejscu został zwerbowany do współpracy przez wywiad radziecki (nie zostało nigdy sprecyzowane czy NKWD/NKGB czy Razwiedupr/GRU) ze względu na łudzące podobieństwo do Hansa Klossa, agenta Abwehry. Po kilkumiesięcznym przeszkoleniu pod Erywaniem oraz zapoznaniu się z zeznaniami Klossa w Mińsku rozpoczął służbę w kontrwywiadzie Abwehry na froncie wschodnim w stopnie leutnanta. Po 10 miesiącach służby został zdekonspirowany przez oficera SD Hansa Stedke unikając aresztowania przez upozorowanie śmierci. Po dotarciu drogą lotniczą ze zgrupowania partyzanckiego do Moskwy, gdzie udaje mu się przekonać zwierzchników do upozorowania ucieczki „prawdziwego” Klossa i jego powrotu na służbę do Wehrmachtu (w powieści jego oficerem prowadzącym cały czas jest płk Jakubowski o polskich korzeniach). Po pomyślnej weryfikacji używający kryptonimu J-23 Kolicki-Moczulski wraca do roli Hansa Klossa awansowanego na oberleutnanta (w teatrze telewizji nie ma mowy o ponownej konspiracji, gdyż oskarżenie o szpiegostwo rzuca na oficera SD Greita). Zostaje oficerem Oddziału II Informacyjnego Gwardii Ludowej PPR (od 1944 Armii Ludowej) o pseudonimie „Janek”. W latach 1942–1943 w Generalnym Gubernatorstwie (w powieści uprzednio przebywa w Wiesbaden, gdzie zakupuje wielofunkcyjny scyzoryk z wytrychami), w Borzentowie, Radomiu i w Warszawie. Okresowo służy także w neutralnej Turcji, w Stambule, a także przebywa na urlopie w III Rzeszy (w serialu jest to Gdańsk, w powieści i teatrze Wrocław). W drugiej połowie lata 1943 zostaje przeniesiony do centrali Abwehry w Berlinie, gdzie pracuje do później jesieni tego roku (na urlopie przebywa w Lisku Zdrój) wracając do Warszawy, pod koniec tego roku został odznaczony Krzyżem Żelaznym. Na początku 1944 zostaje wysłany do Francji, do Saint-Gilles w Normandii co opóźnia się przez pobyt w szpitalu (w serialu leczy rany zadane w zamachu na jego życie zaś w powieści po bombardowaniu pociągu). Pracuje także w Kołobrzegu (tylko serial). Wraca następnie do GG, gdzie przebywa najpierw w Krakowie, a następnie ponownie w Radomiu, gdzie na początku 1945 odbiera awans na hauptmanna. W ostatnim roku wojny służył ponownie w sztabach, najpierw na Wale Pomorskim, a następnie w oblężonym Tolbergu (w powieści nazwa miasta to Kolberg) gdzie został zdekonspirowany przez SS-Stubaf Hermanna Brunnera znanego jeszcze z Radomia.
Po dekonspiracji Stanisław Kolicki (Moczulski) przeszedł do jawnej służby w Wojsku Polskim w stopniu majora (w serialu i powieści nie wiadomo kiedy otrzymał tę rangę, w teatrze telewizji po zdobyciu Tolbergu, uprzednio był kapitanem). Został przydzielony do sztabu 2 Armii WP jednak podczas operacji łużyckiej ponownie wcielił się w rolę hauptmanna Klossa. Losy J-23 po misji w Saksonii zostały przedstawione inaczej w teatrze telewizji niż w serialu i powieści. W wersji teatralnej Kloss wycofuje się z Niemcami do Oberwaldu, skąd udaje się drogą lotniczą do Berlina. W serialu i powieści służył natomiast w jednej z dywizji pancernych, która poddaje się Amerykanom. W obozie jenieckim spotyka ponownie Brunnera (w teatrze zginął on w Berlinie), po ucieczce ponownie służy w LWP.
W drugim sezonie wersji teatralnej dziejącym się w latach 1945–1947 Staszek pracuje w Oddziale II Sztabu Generalnego zajmującym się walką z Werwolfem – hitlerowską partyzantką na Ziemiach Odzyskanych, udał się również do neutralnej Szwajcarii. Serial i powieść kończy się na schwytaniu SS-Gruf Wolfa w 1945, scenarzyści Andrzej Szypulski i Zbigniew Safjan napisali w latach 70 opowiadanie dziejące się w czasach im współczesnych. W nim to były agent J-23 jako Jean Kloss-Moczulski, reporter francuskiego tygodnika „Les études économiques”, tropi w Ameryce Południowej organizację „W” założoną przez ukrywających się nazistów. Jednym z jej członków jest Hermann (Otto) Brunner ps. „dr Gebhwart”. W filmie Hans Kloss. Stawka większa niż śmierć dowiadujemy się, że po wojnie mjr Kolicki został aresztowany i skazany na śmierć pod fałszywym zarzutem podwójnego szpiegostwa (prawdopodobnie chodzi o walkę z tzw. odchyleniem prawicowo-nacjonalistycznym). W 1975 zrehabilitowany przed laty były agent przyjmuje prośbę polskich służb specjalnych i jako Hans Kloss prowadzi poszukiwania Bursztynowej Komnaty ponownie spotykając Brunnera.

### Niemiec
Hans Kloss, pod którego podszywał się Stanisław Kolicki (Moczulski), urodził się 5 października (lub 21 marca) 1919 w Kłajpedzie, był synem właściciela ziemskiego Hermana (Brunona) i Emilii von Wrecker, bratankiem Helmutha – sędziego okręgowego z Królewca, miał także dwie siostry. Rozpoczął studia na Wyższej Szkole Technicznej Wolnego Miasta Gdańska, mieszkając w mieście na Lindenstraße 17, nie znał języka polskiego z czego był dumny prowadząc proniemiecką agitację. Jednocześnie należał do tajnej komórki NSDAP w Kłajpedzie, był także elewem tajnej podchorążówki Wehrmachtu, którą ukończył w stopniu leutnanta zostając agentem Abwehry na Litwie o kryptonimie HK-387. Zostaje aresztowany wraz z całą rodziną, ucieka z transportu, wpada podczas próby przekroczenia granicy radziecko-niemieckiej. Więziony jest w siedzibie mińskiego kontrwywiadu gdzie przeprowadzono drobiazgowe śledztwo mające na celu podstawienie za niego Stanisława Kolickiego (Moczulskiego). Wraz z hitlerowskimi sukcesami na froncie został przewieziony w głąb ZSRR.
Andrzej Zbych nie wyjaśnił powojennych losów prawdziwego Hansa Klossa. Dopiero w filmie Hans Kloss. Stawka większa niż śmierć dowiadujemy się, że zwolniony z więzienia Kloss wyemigrował do Niemiec Zachodnich, do Hamburga. Najprawdopodobniej nie porzucił dawnych poglądów, bowiem pojawił się w Madrycie na pogrzebie Otto Skorzennego, gdzie do współpracy namawiali go Martin Bormann, który w 1945 upozorował swoją śmierć, Günter Werner, i największy wróg jego sobowtóra – Hermann Brunner. Został wysłany do Warszawy w celu nawiązania kontaktu z Erichem Kochem więzionym przez Polaków i odnalezienia Bursztynowej Komnaty. został jednak aresztowany przez polski wywiad, który w jego miejsce ponownie podstawił mjr rez. Kolickiego.

## Pierwowzory szpiega
- Nikołaj Kuzniecow – starszy lejtnant OMSBON NKWD podszywający się pod przebywającego w niewoli swojego sobowtóra oberleutnanta Paula Sieberta, działał na okupowanej Zachodniej Ukrainie (był także jednym z pierwowzorów Stirlitza)
- Artur Jastrzębski – agent GRU oraz Gwardii i Armii Ludowej w SA na terytorium Generalnego Gubernatorstwa[19]
- Kazimierz Leski – kurier Armii Krajowej podszywający się pod generała Wehrmachtu na zachodzie Europy
- Jerzy Sosnowski – rezydent polskiego wywiadu w Republice Weimarskiej
- Henryk Merecki – dowódca grupy dywersyjnej OMSDON NKWD w stopniu lejtnanta w Prusach Wschodnich[20]

Na samym początku spektakle teatralne „Stawka większa niż życie” miały być adaptacją powieści Baron von Goldring Jurija Dold-Mychajłyki, której bohaterem jest kapitan Grigorij Pawłowicz Gonczarenko podszywający się pod hauptmanna Henryka barona von Goldringa. Zmianę narodowości bohatera zaproponował sam Janusz Morgenstern. Odcinek pt. „Café Rose” jest wzorowany na powieściach o Jamesie Bondzie i działalności prawdziwego agenta wywiadu niemieckiego Elyasa Bazny ps. „Cicero”.
Twórcami postaci Hansa Klossa/Stanisława Kolickiego (Moczulskiego) byli Andrzej Szypulski i Zbigniew Safjan, ukrywający się pod pseudonimem Andrzej Zbych. Nazwisko Kloss autorzy wybrali z książki telefonicznej Berlina.

## Odtwórcy roli

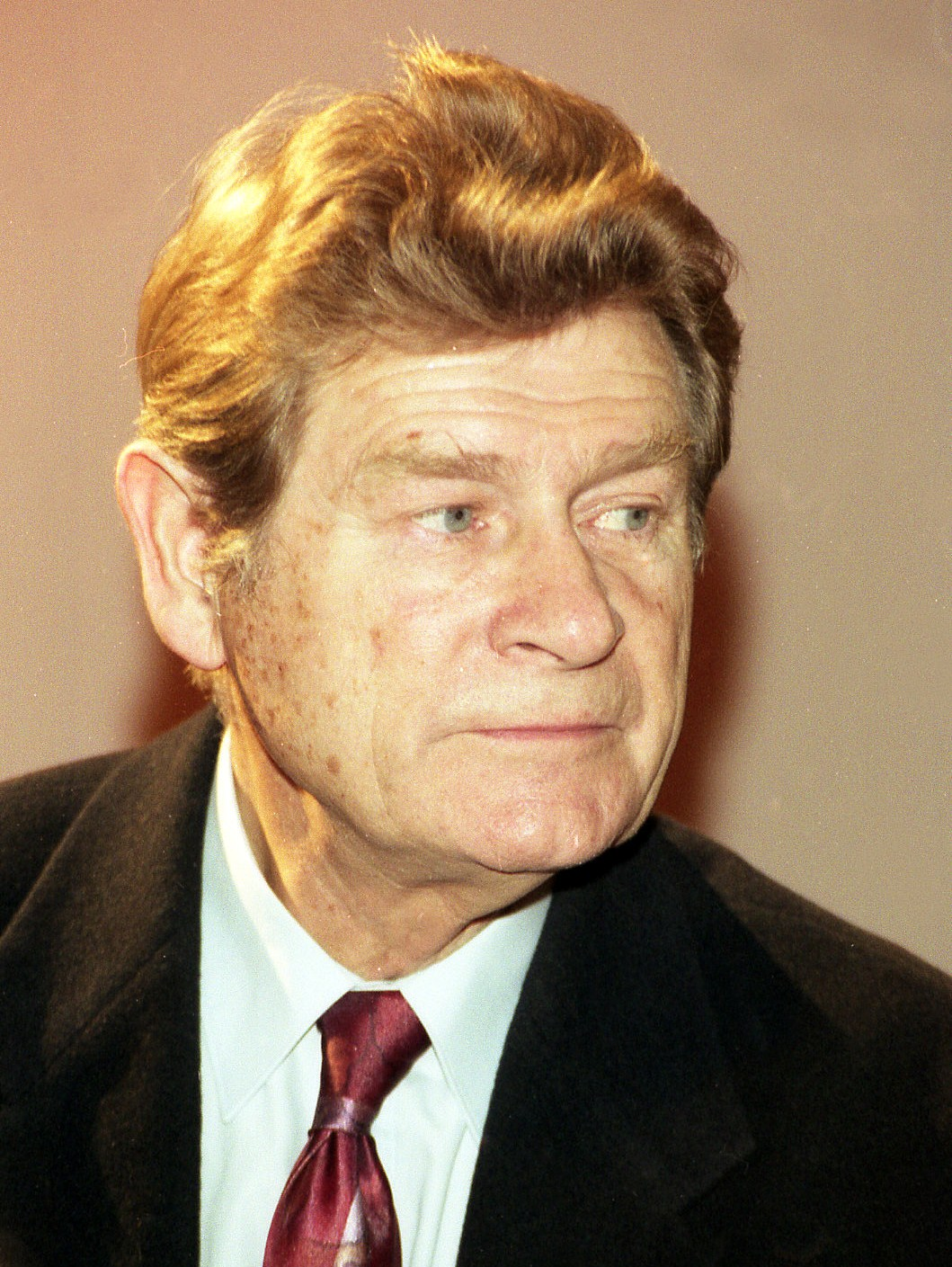
Stanisław Mikulski (2007), odtwórca roli Stanisława Kolickiego i Hansa Klossa

Postać Stanisława Kolickiego i Hansa Klossa, zarówno w wersji teatralnej, jak i w serialu zagrał aktor Stanisław Mikulski. Rola ta przyniosła mu sławę zarówno w Polsce, jak i innych krajach demokracji ludowej, przyczyniła się jednak do tego, że w późniejszym okresie aktor był kojarzony głównie z agentem J-23, a reżyserzy proponowali mu tylko granie bohaterów podobnych do postaci Klossa. Twarz Stanisława Mikulskiego została wykorzystana także w komiksie Kapitan Kloss, a także do stworzenia podobizny agenta dla Muzeum Hansa Klossa w Katowicach. W 2012 aktor został lektorem audiobooku powieści „Stawka większa niż życie”.
Początkowo do roli Klossa brano pod uwagę Ignacego Gogolewskiego (w teatrze telewizji) oraz Andrzeja Maya (w serialu). Obaj aktorzy zagrali w serialu role epizodyczne, Gogolewski wystąpił w odcinku „Ostatnia szansa” w roli kpt. Willego Ruppera szantażowanego przez polski ruch oporu, a May w „Wiem, kim jesteś” jako Jacek, pierwszy radiotelegrafista J-23.
W filmie Hans Kloss. Stawka większa niż śmierć młodego agenta J-23 zagrał aktor Tomasz Kot. Stanisław Mikulski także wystąpił w produkcji w roli dojrzałych Staszka i Hansa.

## Broń osobista Hansa Klossa
Jak podał miesięcznik „Strzał”, w serialu Kloss posługuje się trzema typami pistoletów służbowych: w sześciu odcinkach jest to Walther P38, w czterech – Parabellum (przy czym w dwóch odcinkach nosi ten pistolet w kaburze od Walthera P38), w dwóch ma oba, a w jednym Walthera PPK. W pozostałych odcinkach nie używa broni.
Ponadto, w pierwszym i osiemnastym odcinku, epizodycznie Kloss używa też pistoletu maszynowego MP 40 i granatu, a także niesie karabin Mauser 98k, lecz nie oddaje z niego ani jednego strzału.

## Odznaczenia

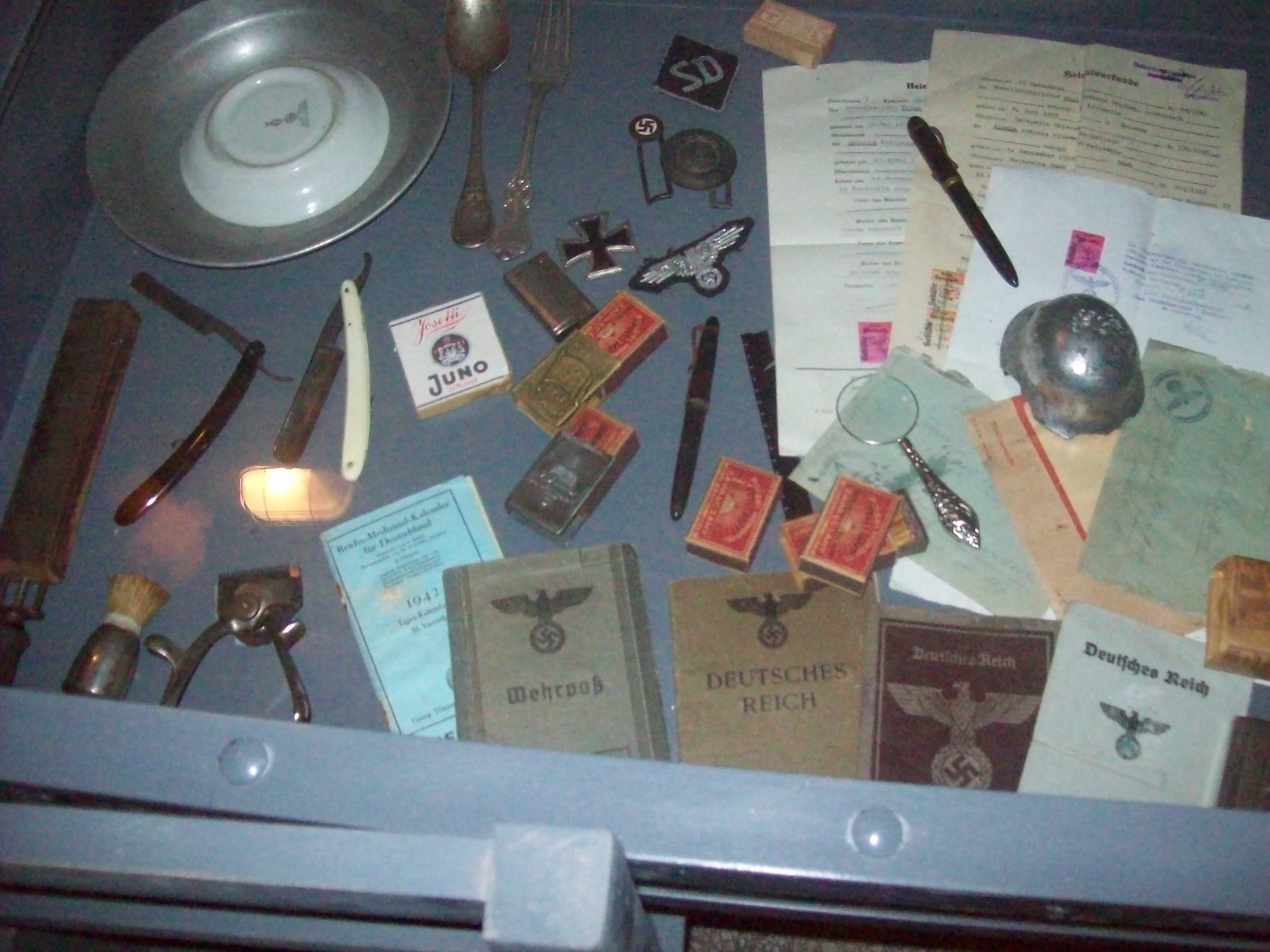
Rekwizyty z serialu w katowickim Muzeum Hansa Kloss. Wśród nich Krzyż Żelazny I klasy

W odcinku Żelazny Krzyż Kloss za wykrycie rzekomego spisku na życie Hitlera otrzymał Krzyż Żelazny I klasy, aczkolwiek nosił go tylko w odcinku Bez instrukcji. Jak zwrócono uwagę w opowiadaniu „Poszukiwany Gruppenführer Wolf”, było to odznaczenie rzadko spotykane wśród oficerów kontrwywiadu, gdyż przyznawano je za walkę na froncie (na tyłach frontu jego odpowiednikiem był Krzyż Zasługi Wojennej). Za odkrycie spisku na życie Adolfa Hitlera bardziej prawdopodobne byłoby odznaczenie Klossa Krzyżem Rycerskim Krzyża Zasługi Wojennej lub Krzyżem Rycerskim Krzyża Żelaznego.
We wszystkich odcinkach serialu Kloss nosił na piersi baretki następujących odznaczeń:
- Krzyż Żelazny II klasy
- Krzyż Zasługi Wojennej z mieczami II klasy
- Medal za Kampanię Zimową na Wschodzie 1941/1942

Natomiast w filmie Hans Kloss. Stawka większa niż śmierć nosił:
- Krzyż Żelazny I klasy
- Czarna Odznaka za Rany
- Krzyż Żelazny II klasy
- Krzyż Zasługi Wojennej z mieczami II klasy
- Medal Pamiątkowy 13 marca 1938
- Medal Pamiątkowy 1 października 1938 z okuciem Zamek Praga

W polskim mundurze J-23 wystąpił tylko w odcinkach „Spotkanie” i „Poszukiwany Gruppenführer Wolf”. W obu major nosi Odznaka za dwie rany lub kontuzje, zmieniają się natomiast baretki odznaczeń. W odc. 17 są to Krzyż Walecznych i Medal „Zasłużonym na Polu Chwały”, w odc. 18 zamiast nich nosi kolejno Medal za Odrę, Nysę, Bałtyk, Order Odrodzenia Polski i Medal za Długoletnią Służbę. Ostatniego z odznaczeń Kolicki nie mógł otrzymać, ponieważ przyznawane było ono tylko w latach 1938–1939 za służbę w WP II RP.

## Awanse

### III Rzesza
- Leutnant – stopień ten nosi w opowiadaniu pt. „Drugie narodziny” jeszcze przed pierwszą dekonspiracją, której dokonał Hans Stedke
- Oberleutnant – w serialu od 1941; w powieści stopień ten otrzymał w 1942
- Hauptmann – początek stycznia 1945

### Polska
- kapitan – przed 1945[28]
- major – w 1945[29]

## Produkcje i publikacje z Klossem-Kolickim (Moczulskim)
| Tytuł                                 | Data powstania | Rodzaj               | Czas akcji             | Miejsce akcji                                                               | Aktor                                             |
| ------------------------------------- | -------------- | -------------------- | ---------------------- | --------------------------------------------------------------------------- | ------------------------------------------------- |
| Stawka większa niż życie              | 1965-1967      | spektakl telewizyjny | 1942-1947              | ZSRR, Polska, Niemcy, Szwajcaria                                            | Stanisław Mikulski                                |
| Stawka większa niż życie              | 1967-1968      | serial telewizyjny   | 1941-1945              | ZSRR, Polska, Niemcy, Turcja, Francja                                       | Stanisław Mikulski                                |
| Stawka większa niż życie              | 1969-1971      | powieść              | 1940-1945 oraz lata 70 | Niemcy, ZSRR, Polska, Turcja, Francja, Włochy, Ameryka Południowa           | –                                                 |
| Kapitan Kloss                         | 1971-1973      | komiks               | 1939-1945              | Polska, Niemcy, ZSRR, Turcja, Francja, Szwajcaria                           | –                                                 |
| Hans Kloss. Stawka większa niż śmierć | 2011           | film                 | 1945 i 1975            | Hiszpania, Prusy Wschodnie, Polska, Berlin Zachodni, Niemcy Wschodnie, ZSRR | Stanisław Mikulski (lata 70) Tomasz Kot (lata 40) |

Na początku lat 2000 Andrzej Szypulski i Zbigniew Safjan napisali scenariusze 12 nowych odcinków „Stawki większej niż życie”, których akcja dzieje się w lukach pomiędzy odcinkami serialu z lat 60. Po premierze historie te miały wejść jako rozdziały do powieści. J-23 miał w nich m.in. zetknąć się ze spiskiem na życie Hitlera w czasie służby we Francji, znaleźć się na Sycylii w czasie inwazji, trafić do neutralnej Szwajcarii oraz zbadać sprawę wzorowaną na zabójstwie Marcelego Nowotki. Wyreżyserowanie serialu zlecono Wojciechowi Wójcikowi, który do roli Klossa wybrał Marka Bukowskiego. Telewizja Polska nalegała żeby w nowej wersji J-23 był agentem wywiadu amerykańskiego przeciwko czemu protestowali reżyser i scenarzyści dodając do scenariusza wątek pracy dla Sowietów ze względu na przetrzymywanie matki Kolickiego-Moczulskiego w Kołymie. Serial ostatecznie nigdy nie został zrealizowany ze względu na zbyt duże koszty produkcji (1–2 mln złotych za odcinek).

## Popularność
W plebiscycie tygodnika „Antena” ogłoszonym w połowie 1984 z okazji 20-lecia polskiego filmu telewizyjnego postać Hansa Klossa zajęła drugie miejsce w głosowaniu na najpopularniejszego bohatera filmu telewizyjnego.

## Muzeum Hansa Klossa

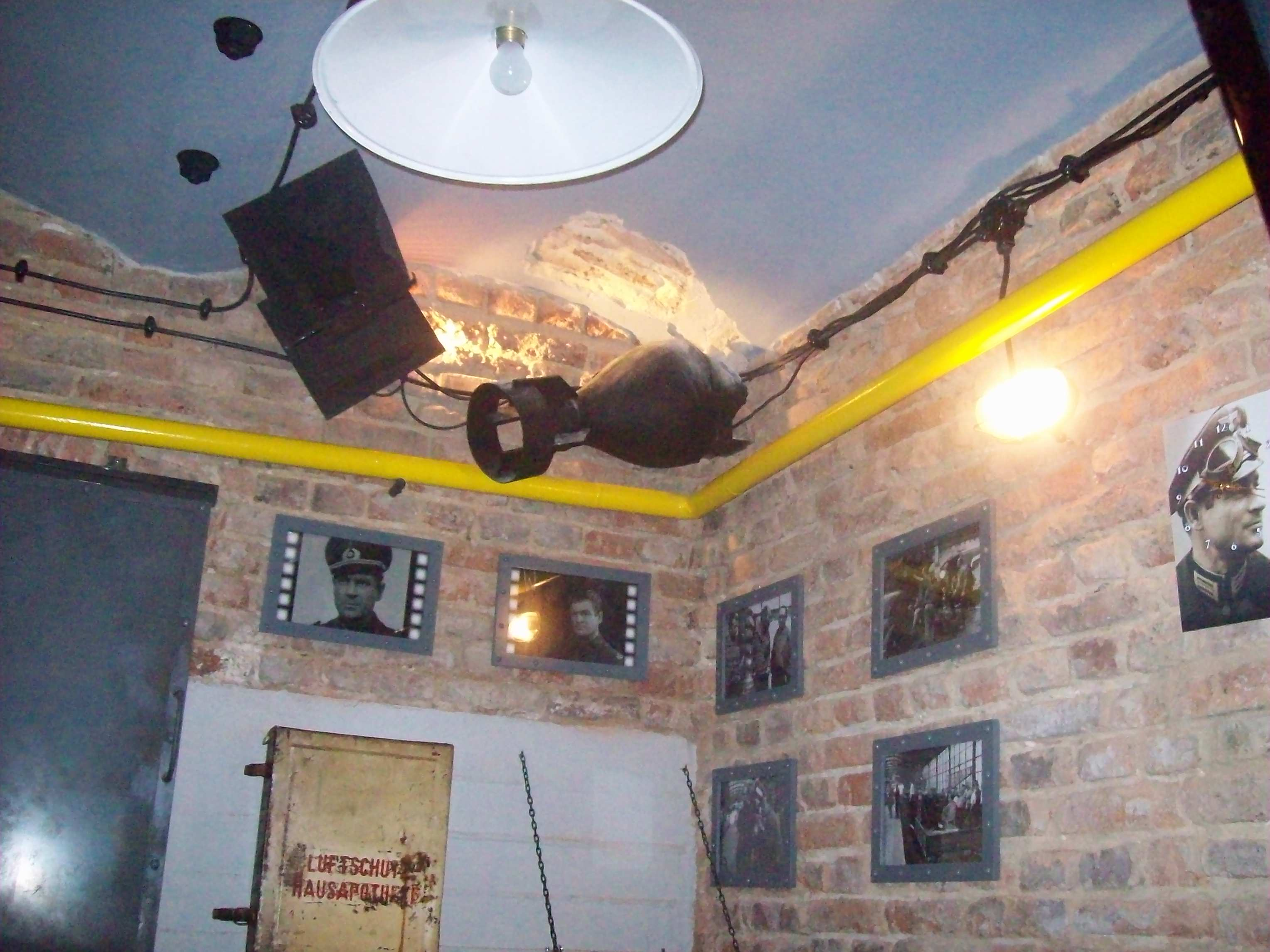
Fotosy z serialu w Muzeum Hansa Klossa w Katowicach

Muzeum poświęcone Klossowi otwarto 1 marca 2009 w Katowicach. Znajdowały się w nim figury woskowe Klossa i Brunnera, eksponaty pochodzące z planu filmowego, fotosy, komiksy i inne. Wyświetlane były 10-minutowe fragmenty filmów z superagentem. Częścią Muzeum była kawiarnia „Café Ingrid” z wyposażeniem z czasów II wojny światowej.
Głównym zadaniem placówki była prezentacja kulturowego fenomenu, którym jest trwała i nieprzemijająca popularność serialu, ponadto miało ono ambicje stać się ośrodkiem kultury, w którym odbywały się spotkania fanów serialu z jego twórcami oraz ludźmi kultury.
Z powodu powstania projektu nowelizacji ustawy o muzeach, której przepisy zakazywałyby używania nazwy „muzeum” przez placówki komercyjne, założyciel muzeum podjął decyzję o zamknięciu placówki wraz z końcem 2009. Dodatkowym powodem tej decyzji było pojawienie się zarzutów o rzekome zapędy germanizacyjne tego przedsięwzięcia.

## Nawiązania w kulturze masowej
Postać Hansa Klossa stała się w Polsce, zwłaszcza od lat 70. XX wieku, tzw. ikoną pop-kultury. Stał się bohaterem książek, piosenek (np. Telewizja Brygady Kryzys, czy Ballada o bohaterze zespołu Dzieci Kapitana Klossa), dowcipów, a cytaty (oraz rzekome cytaty) z serialu funkcjonują do dziś w mowie potocznej.
- Życie na gorąco – polski serial sensacyjny z 1978 roku mający początkowo stanowić kontynuację „Stawki większej niż życie”, ostatecznie byłego agenta J-23 zastąpiła nowa postać – redaktor Maj[33]
- Dzieci Kapitana Klossa – polska grupa muzyczna wykonująca muzykę punkrockową z elementami ska
- Dzieci Kapitana Klossa – album grupy z 1993
- W 1992 studio LK Avalon wydało grę Hans Kloss na komputer Atari serii XL/XE. Rok później powstała konwersja gry na C64[34].
- Halo Hans! – polski komediowy serial telewizyjny z 2007 bezpośrednio nawiązujący do legendy Stawki większej niż życie i osoby Hansa Klossa, zamiast którego pojawia się AK-owiec infiltrujący AL jako Janek Kos, którego AL razem z radzieckim wywiadem podstawia za niemieckiego oficera kpt. Hansa Klopsa, nadając mu kryptonim J-24